# Chosen (serie televisiva)
Chosen, visualizzato nella forma Ch:os:en nella sigla, è una serie televisiva statunitense trasmessa dal 17 gennaio 2013 attraverso la piattaforma online di video on demand Crackle.
In Italia la serie è ancora inedita.

## Trama
Ian Mitchell è un avvocato penalista di Los Angeles, separato da Laura, con cui ha una figlia. Una mattina riceve una scatola, al cui interno ci sono una pistola e una foto, che rappresenta Daniel Easton. C'è una scadenza: Ian ha poco meno di 3 giorni per uccidere Easton. 
Alla fine della giornata Ian incontra Daniel Easton , il quale scappa; solo quando incontra Mara, che dopo aver ricevuto la scatola ha ucciso 4 persone in 6 mesi e che in macchina prova ad ucciderlo, scopre dell'esistenza degli Osservatori.

## Episodi
| Stagione         | Episodi | Prima TV USA | Prima TV in italiano |
| ---------------- | ------- | ------------ | -------------------- |
| Prima stagione   | 6       | 2013         | Inedita              |
| Seconda stagione | 6       | 2013         | Inedita              |
| Terza stagione   | 6       | 2014         | Inedita              |